# Bonifatius av Monferrato
Bonifatius av Monferrato, född omkring 1150, död den 4 september 1207, var en italiensk ädling. Han var dotterson till Leopold III av Österrike.
Bonifatius var markgreve av Monferrato och en av det fjärde korstågets mest framträdande ledare. Han var kung av Thessaloniki 1204–1207.